# Japán teremtéstörténet

Táblázat, amely bemutatja azokat a kamikat, melyek a Menny és a Föld létrehozása során jelentek meg a japán mitológia szerint.

A japán mitológiában a teremtéstörténet (天地開闢Tencsikaibjaku, szó szerint a „menny és a föld teremtése”) az a történet, ami leírja a mennyei és a földi világ keletkezését, valamint az első istenek és a Japán-szigetek születését. 
A szájhagyomány útján terjedő történeteket egyrészről a 720 körülre datálható Nihonsoki című gyűjteményben találhatjuk, másrészről a 712-ben készült Kodzsiki című munkában, melyet Gemmjó császárnő egyik hivatalnoka jegyzett le 708 és 714 között. Egy további forrás áll még rendelkezésre, a Kogosúi, melyet Imibe no Hironari állított össze kb 807 körül a már meglévő gyűjteményekből.

## A mítosz
Kezdetekben az univerzumban teljes csend honolt, és egy kimerült, formátlan anyagban úszott (káosz). Később apró hangok hallatszottak, amik a részecskék mozgását sugallták. Ezzel a mozgással, a fény és a legfényesebb részecskék felemelkedtek, de a részecskék nem voltak olyan gyorsak, mint a fény és nem tudtak magasabbra emelkedni. Így a fény volt az univerzum tetején, alatta pedig a részecskék megformálták az első felhőket aztán a Mennyet, amit Takamagaharának (高天原, "A Mennyek Magas Síksága") hívtak. A többi részecske, ami nem emelkedett fel egy hatalmas, sűrű és sötét masszát formált, amit Földnek neveztek el. 
Amikor Takamagahara kialakult, megjelent az első három istensége a japán mitológiának: 
- Amenominakanusi (天之御中主神?)
- Taka-mi-muszuhi-no-kami (高御産巣日神?) és
- Kami-muszuhi-no-kami (神産巣日神?).

Később két isten emelkedett ki Takamagaharában: 
- Umasi-asi-kabi-hikodzsi-no-kami (宇摩志阿斯訶備比古遅神?) és
- Ame-no-toko-tacsi-no-kami (天之常立神?)

Ez az öt istenség, akiket Kotoamacukamiként ismertek, hirtelen jelentek meg, nem volt meghatározott nemük, nem volt partnerük (hitorigami) és elbújtak létrejöttük után. Ezekről az istenekről nem esik többet szó a mítoszban. 

### Kamijonanajo
Aztán két másik isten keletkezett:
- Kuni-no-toko-tacsi-no-kami (国之常立神?) és
- Tojo-kumo-no-no-kami (豊雲野神?)

Ezek az istenek szintén hirtelen bukkantak fel, nem volt meghatározott nemük, nem volt partnerük és elbújtak születésük után. 
Ezek után öt pár isten született meg (összesen 10 istenség), mindegyik pár egy férfi és egy női istenséget foglalt magában: 
- U-hidzsi-ni (宇比地邇神?) és húga (valamint felesége) Szu-hidzsi-ni (須比智邇神?),
- Cunu-guhi (角杙神?) és húga (valamint felesége) Iku-guhi (活杙神?),
- Ó-to-no-dzsi (意富斗能地神?) és húga (valamint felesége) Ó-to-no-be (大斗乃弁神?),
- Omo-daru (於母陀流神?) és húga (valamint felesége) Aja-kasiko-ne (阿夜訶志古泥神?)és
- Izanagi (伊邪那岐神?) és húga (valamint felesége) Izanami (伊邪那美神?)

Kuni-no-koto-tacsitól Izanamiig ezeket az istenségeket nevezzük Kamijonanajónak (神世七代, "Hét Isteni Generáció"). 
A Menny és a Föld létrejövése és ezen ősi istenek megjelenése után Izanagi és Izanami megteremtette a Japán-szigeteket (Kuniumi) és életet adott valamennyi istenségnek (Kamiumi). 

## Izanagi és Izanami

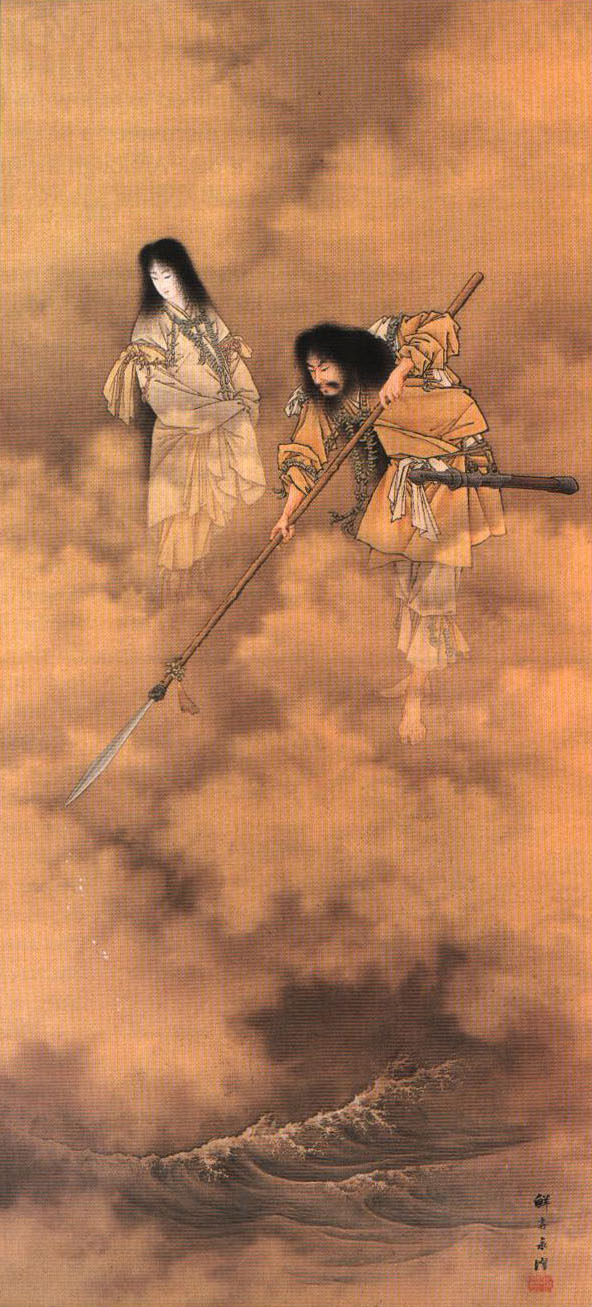
Kobajasi Eitaku Izanagi és Izanami című festménye

Izanagi az istenpár férfi tagja, istene az ősi égnek és mindennek, mi fényes és mennyei.
Izanami a teremtés és a halál istennője egy személyben.
A régi istenek azzal bízták meg Izanagit és Izanamit, hogy rendet és rendszert hozzanak a világba, ahol még a káosz uralkodott. Első körben azonban nem tudták, hogyan is kezdjenek neki, így kapták meg az ékkövekkel kirakott Mennyei Lándzsát (Ame no Nuboko).
Végül a Mennyek Lépcsőjének függőhídján állva (Ame no ukihasi vagy Amanohasidate: a mennyet és a földet összekötő híd) Izanagi és Izanami a csillogó lándzsát belemártotta a tenger vizébe és megkavarta azt. A lándzsa hegyére kirakodó sókristályok visszaestek a vízbe és ezekből lettek az első szigetek. Egy másik variáció szerint iszapcseppek hullottak vissza a vízbe, mivel a felkavart tenger még igen zavaros volt. 
Az első sziget Onogoro-sima volt, ahol az istenek azonnal otthont, palotát (Jahiro dono) építettek és előkészítették az esküvői ceremóniát. Eldöntötték, hogy benépesítik a szigetet. A palota közepén elhelyezett Mennyei Oszlop (Ame no mihasira, bár néhány esetben a lándzsát említik) körül járták el a rituális táncukat. Ellenkező irányban mozogtak körben a pillér körül. Mikor újra egymás előtt álltak, Izanami megszólalt: “Milyen helyes fiatalember”, amire Izanagi válaszolt: “Mily csodás, hogy találkoztam egy kedves fiatal lánnyal!”. (Később persze arra panaszkodott, hogy Izanaminak hagynia kellett volna őt kezdeményezni.)
Első fiúgyermekük, Haruko végtagok és csontok nélkül született. A “pióca gyermek”-et, vagy ahogy a sintó mitológiában nevezték: Ebiszu-t egy nádból készült csónakra helyezték, és sorsára hagyták. Ő lett a halászok védőszentje, és a jó szerencse hét istenének egyike. 
Izanami és Izanagi másodszor is megpróbálta a rituálét, de az eredmény most sem volt számukra kielégítő. A második gyermekük volt Ava szigete (Ava-sima, a “bágyadt sziget”). Mivel a gyermekek torznak születtek, nem igazán számítottak istenségeknek. 
Ekkor visszatértek az mennybe a szüleikhez, a hét láthatatlan istenhez megkérdezni, miért nem járnak szerencsével. Ők magyarázták el, hogy a szertartást Izanami hibájából rosszul végezték, azaz Izanami előbb szólalt meg a férjénél az esküvői szertartáson, ezzel megerősítve Izanagi gyanúját. Mivel természetellenes, hogy a nő kezdeményezzen, ennek következtében az utódok sem sikerülhettek. Ezt szem előtt tartva a pár visszatért a palotába, és megfelelő módon elvégezték a rituálét: Izanagi üdvözölte először a feleségét, aki erre válaszolt megfelelően.
Ezt követően Izanami sikeresen a világra hozta a nyolc fő szigetet: Avadzsi, Ijo (Sikoku), Oki, Cukusi (Kjúsú), Iki, Cu, Szado, and Ójamato (Honsú) szigetét. A pár Ojasimakumi-nak, azaz a Nyolc Nagy Sziget Földjének nevezte el a földet. Ezután Izanami létrehozta a többi kisebb szigetet is. 
Ezek után számtalan istenséget teremtettek együtt. Több mint 800 kami (istenség, szellem, természetfeletti jelenség) származik Izanamitól a sintó mitológiában. Tőle született a tenger, a szél, a fák, a hegyek istene és más természetbeli dolgok istenei. A legnevesebbek Oho-vata-cu-mi (a tenger istene), Kuku-no-si (a fák istene), Oho-jama cu-mi (a hegyek istene) és Kagucucsi (a tűz istene).
Mikor Izanami a tűz istenét hozta a világra, rettenetesen megégett, annak ellenére, hogy férje megpróbálta megmenteni. Szenvedése közben könnyeiből is születtek istenek, de még halála után is teremtett isteneket, a bánat és halál istene is ekkor született a világra. A bánat által megsebzett Izanagi sírni kezdett, könnyeiből újabb istenek születtek. Dühében levágta Kagucucsi fejét, kinek születése feleségének halálát okozta. Véres kardjából, a szétkaszabolt tűz istenének darabjaiból pedig további utódok születtek.
Izanagi hosszas gyász után felesége keresére indult az Alvilágba (Jomi cu kuni) – a sötétség birodalma, az alvilág elnevezése a sintó vallásban, de említik még Ne no kuni – gyökerek világa, Soko no kuni – árnyak földje néven is). Hatalmas palotához érkezett, melyet démonok őriztek, így csak a hátsó bejáraton tudott bejutni. Itt találkozhatott ismét Izanamival. 
Izanagi könyörgött Izanaminak, hogy térjen vissza vele a világukba, de sajnálatos módon Izanami már evett az alvilági ételből, így ez nem volt lehetséges. Nem térhetett többé vissza az élők közé, de azt mondta, megpróbál engedélyt kérni az alvilág isteneitől a távozásra. Kérte urát, hogy ne kövesse a kastélyban, és hogy ígérje meg, nem néz rá feleségére jelenlegi állapotában, míg vissza nem térnek a világukba. 
Izanagi eltökélt volt, nem akarta Izanamit az alvilágban hagyni, így megígérte. A szabadon engedés procedúrája viszont sokáig tartott, Izanagi egyre türelmetlenebb lett. Belépett a kastélyba, nem tudott tovább várni, hogy lássa kedvesét. Egy fésű fogából fáklyát készített és a lobogó láng fényénél meglátta feleségét. A látványtól megdöbbent, ugyanis feleségének teste már oszlóban volt, férgek másztak rajta, és még újszülött villámistenek is kapcsolódtak hozzá. 
Izanagi nem tudta többé elnyomni félelmét, undorodva fordult el és üvöltve menekülni kezdett. Felesége felháborodott, hogy férje nem tartotta be ígéretét, és üldözőbe vette. Férje után küldte a Villámlás istenét harcosaival (Jakusza no ikazucsi no kami) és a Szörnyű Vénasszonyt (Jomocu Sikome) is, hogy elfogják Izanagit és az alvilágban tartsák.
Izanagi menekülés közben hogy a Nyolc Mennydörgést megállítsa, elé dobta botját (kunado no kami), és ekkor jött létre az utak két istene: Csimata no kami és Jacsimata-hiko (együttesen: Szae no kami vagy Dószodzsin)
Izanagi, miután harcolt követőivel, sikerült Izanamit bezárnia a Holtak Házába úgy, hogy egy hatalmas követ görgetett a bejárathoz.
Izanagi felbontotta Izanamival kötött házasságukat. Az istennő dühében kijelentette, hogy minden nap ezer embert fog megölni, amire Izanagi azzal vágott vissza, hogy ő minden nap ezerötszáz életet fog teremteni. Innentől kezdődően Izanamit pedig Jomocu Okami-ként, azaz a Holtak Istennőjeként tisztelték.
Izanagi szerencsésen és sértetlenül menekült meg a sötétségből. A holtakkal való találkozása után tisztátalannak érezte magát, és megmosdott, hogy megtisztítsa magát. Hogy megszabaduljon az alvilág szennyétől a Vato folyóban végezte el a tisztító rituálét. Ekkor újabb istenségek is születtek.
Jó és gonosz istenek és istennők emelkedtek ki félredobott ruháiból: a 12 ruhadarabból 12 isten született, amíg Izanagi fürdött. Mikor bal szemét mosta Amateraszu Ómikami, a Nap istennője; mikor a jobb szemét mosta Cukujomi, a Hold istene; mikor az orrát mosta Szuszanoo (vagy Take haja Szusza no vo), a Viharisten; Izanagi lélegzetéből pedig Sina cu hiko, a Szél istene született meg. (Olyan büszke volt az első három gyermekére, hogy három részre osztotta birodalmát közöttük.)
Ennek megfelelően alakult ki a harai szokása, vagy a megszentelt szentélybe (dzsindzsa) való belépés előtti tisztítás, mely fontos részévé vált a sintó rituáléknak.

## Fordítás
Ez a szócikk részben vagy egészben  a   Japanese creation myth című angol Wikipédia-szócikk ezen változatának fordításán alapul.  Az eredeti cikk szerkesztőit annak laptörténete sorolja fel. Ez a jelzés csupán a megfogalmazás eredetét és a szerzői jogokat jelzi, nem szolgál a cikkben szereplő információk forrásmegjelöléseként.